# Kalkverfdrupje
Het kalkverfdrupje (Oxycera pardalina) is een vliegensoort uit de familie van de wapenvliegen (Stratiomyidae). De wetenschappelijke naam van de soort is voor het eerst geldig gepubliceerd in 1822 door Meigen.